# Ander Capa
Ander Capa Rodríguez (ur. 8 lutego 1992 w Portugalete) – hiszpański piłkarz występujący na pozycji pomocnika w Athletic Bilbao.

## Statystyki klubowe
| Sezon   | Klub            | Kraj      | Liga               | Mecze | Bramki | Puchar Kraju | Mecze | Bramki |
| ------- | --------------- | --------- | ------------------ | ----- | ------ | ------------ | ----- | ------ |
| 2011/12 | SD Eibar B      | Hiszpania | Tercera División   | 34    | 2      | -            | -     | -      |
| 2011/12 | SD Eibar        | Hiszpania | Segunda División B | 1     | 0      | -            | -     | -      |
| 2012/13 | SD Eibar        | Hiszpania | Segunda División B | 24    | 5      | Puchar Króla | 6     | 0      |
| 2013/14 | SD Eibar        | Hiszpania | Segunda División   | 31    | 2      | Puchar Króla | 2     | 1      |
| 2014/15 | SD Eibar        | Hiszpania | Primera División   | 34    | 3      | Puchar Króla | 2     | 0      |
| 2015/16 | SD Eibar        | Hiszpania | Primera División   | 36    | 2      | Puchar Króla | 1     | 0      |
| 2016/17 | SD Eibar        | Hiszpania | Primera División   | 31    | 0      | Puchar Króla | 6     | 0      |
| 2017/18 | SD Eibar        | Hiszpania | Primera División   | 33    | 0      | Puchar Króla | 1     | 0      |
| 2018/19 | Athletic Bilbao | Hiszpania | Primera División   | 25    | 0      | Puchar Króla | 3     | 0      |

Stan na: 3 czerwca 2019 r.